# Sint-Maria-Horebeke
Sint-Maria-Horebeke (fr. Hoorebeke-Sainte-Marie) – dzielnica (deelgemeente) gminy Horebeke w Belgii, w Regionie Flamandzkim, w prowincji Flandria Wschodnia, w okręgu Oudenaarde. Do 31 grudnia 1976 samodzielna gmina.

## Demografia
Liczba mieszkańców, stan na 1 stycznia:
| Rok                | 1930 | 1947 | 1961 | 2020 |
| ------------------ | ---- | ---- | ---- | ---- |
| Liczba mieszkańców | 1560 | 1509 | 1377 | 1401 |